# نيكولا جولي
نيكولا جولي (بالألمانية: Nicolas Joly) (و. 1812 – 1885 م) هو عالم حيواني، من فرنسا، ولد في تول، كان عضوًا في الأكاديمية الفرنسية للعلوم، توفي في تولوز، عن عمر يناهز 73 عاماً.